# Anisotome latifolia
Anisotome latifolia is een soort uit de schermbloemenfamilie (Apiaceae). De soort is een opvallende megaherb, planten met grote bladeren die bestand zijn tegen het harde klimaat van de sub-antarctische eilanden.

## Beschrijving
De soort is een grote stevige vaste plant, die een hoogte van 2 meter kan bereiken. De leerachtige basale bladeren zijn tussen de 300-600 millimeter lang en 100-200 millimeter breed. De bladeren zijn dubbelgeveerd en bestaan aan beide zijden uit 5 tot 7 paren donker geelgroene blaadjes. De bloeistengel kan 2 meter hoog groeien met een diameter van 10-15 millimeter bij het punt waar de zijassen (bloeistelen) ontspringen. De kleur van de schermbloemen varieert van gebroken wit tot een roomkleurig roze. De plant bloeit van oktober tot februari en draagt vrucht van januari tot maart.

## Verspreiding
De plant is endemisch op de tot Nieuw-Zeeland behorende sub-antarctische eilanden zoals de Aucklandeilanden en het Campbelleiland. De soort komt voor op venige grond vanaf de kust tot op de hoogste toppen van de eilanden. Hij groeit vooral tussen andere megaherbs en pollen gras en komt zelden voor in struikgewas en lage bossen.